# Ланкин, Роман Николаевич
Рома́н Никола́евич Ла́нкин (16 августа 1973, Новосибирск) — российский исполнитель авторской песни, песен советской эстрады, джазовых композиций, босса-новы; песен на стихи русских и зарубежных поэтов, аранжировщик.

## Биография
Родился в Новосибирске в семье Николая Ивановича и Татьяны Владимировны Ланкиных. После рождения сына семья вернулась в Томск. Кроме общеобразовательной школы, учился в музыкальной по классу классической гитары (выпуск 1989 г.). В 1998 году закончил Юридический факультет ТГУ по специальности «Юриспруденция. Гражданское право». Работал адвокатом до 2012 года, совмещая работу с концертной деятельностью.

## Творческая карьера
Первые выступления — начало 90-х годов.
В 1998 г. выступление с джазовым составом «Комбо-трио» (Андрей Бирюков, Игорь Байбуров, Георгий Фефелов). 2002 г. — сольный концерт «История любви» с привлечёнными музыкантами.
В 2002 году Роман Ланкин стал лауреатом Второго канала Грушинского фестиваля, а в 2004 году ‒ лауреатом Грушинского фестиваля.
В 2010 году — лауреат конкурса «Петербургский аккорд» в номинации «Исполнители», обладатель Гран-при Фестиваля и приза зрительских симпатий.
Последние несколько лет Роман Ланкин — Почетный гость и член Большого жюри. Грушинского фестиваля.
Выступает на разных концертных площадках в России и СНГ Зарубежные гастроли: концерт (2015 г.) в Бостоне (США) с Ириной Суриной, концерт в Массачусетском технологическом институте. (Бостон, США) 2019 г. Концерты (литературно-музыкальные вечера) с писателем Славой СЭ в Москве, Риге, Берлине, Антверпене, Штутгарте, Кёльне, Париже.
Выступления с симфоническими и джазовыми коллективами: 2013 год ‒ с джаз-оркестром «ТГУ-62»; 2018 год — с Симфоническим оркестром Томской филармонии. в 2021 году — с Томским муниципальным Русским народным оркестром.

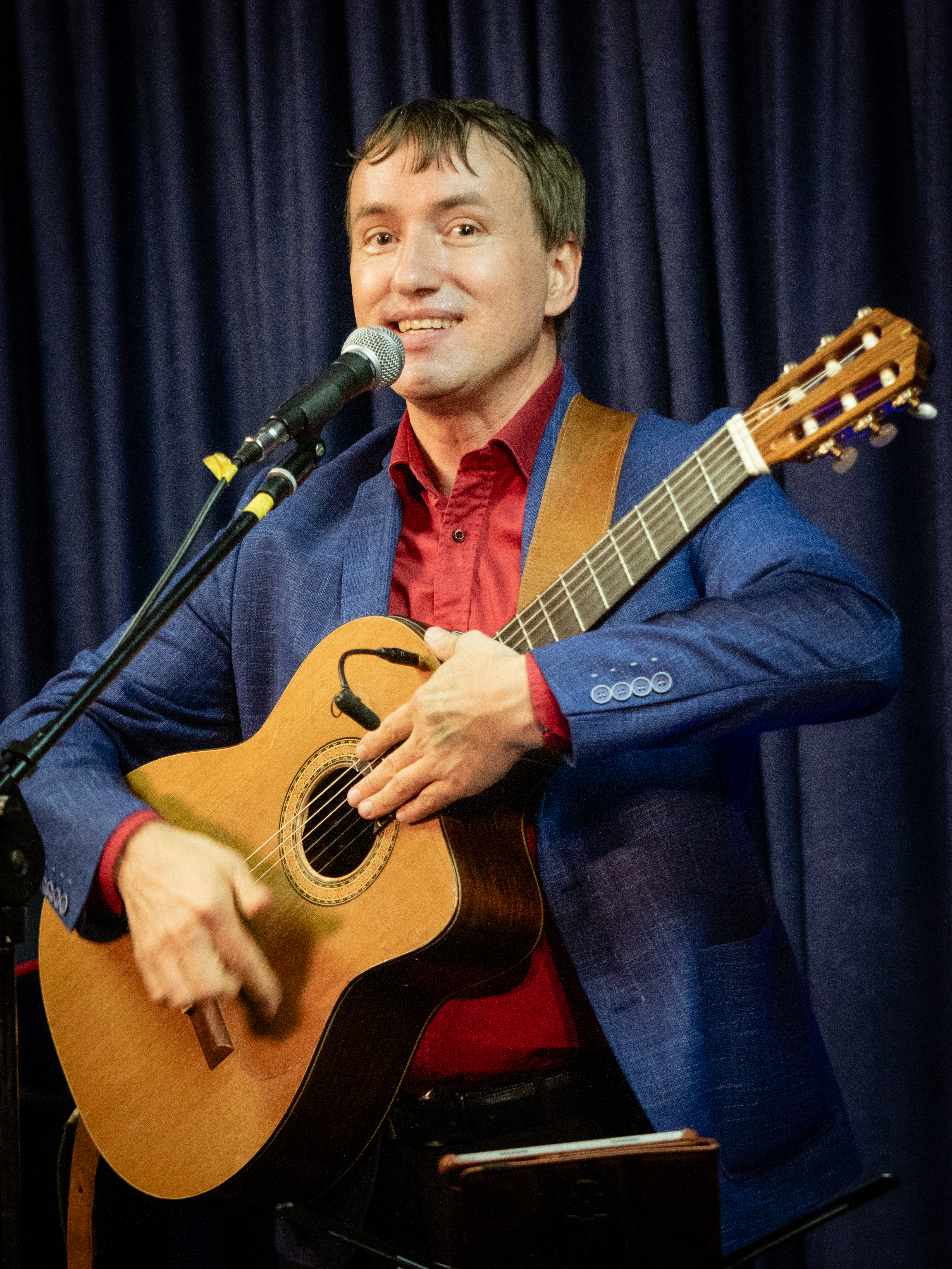
Роман Ланкин, концерт в Центре авторской песни (Москва) 11 ноября 2021 года

Роман Ланкин исполняет музыкальные произведения разных жанров, многие из них в собственных аранжировках. Например, известная песня Булата Окуджавы «Весёлый барабанщик», впервые прозвучавшая в фильме «Друг мой, Колька!», в исполнении автора звучала по-другому (музыку к песне в фильме написал Лев Шварц, профессиональный композитор). Роман для своего исполнения взял оригинальную мелодию Б.Окуджавы и аранжировал её.

### Театр

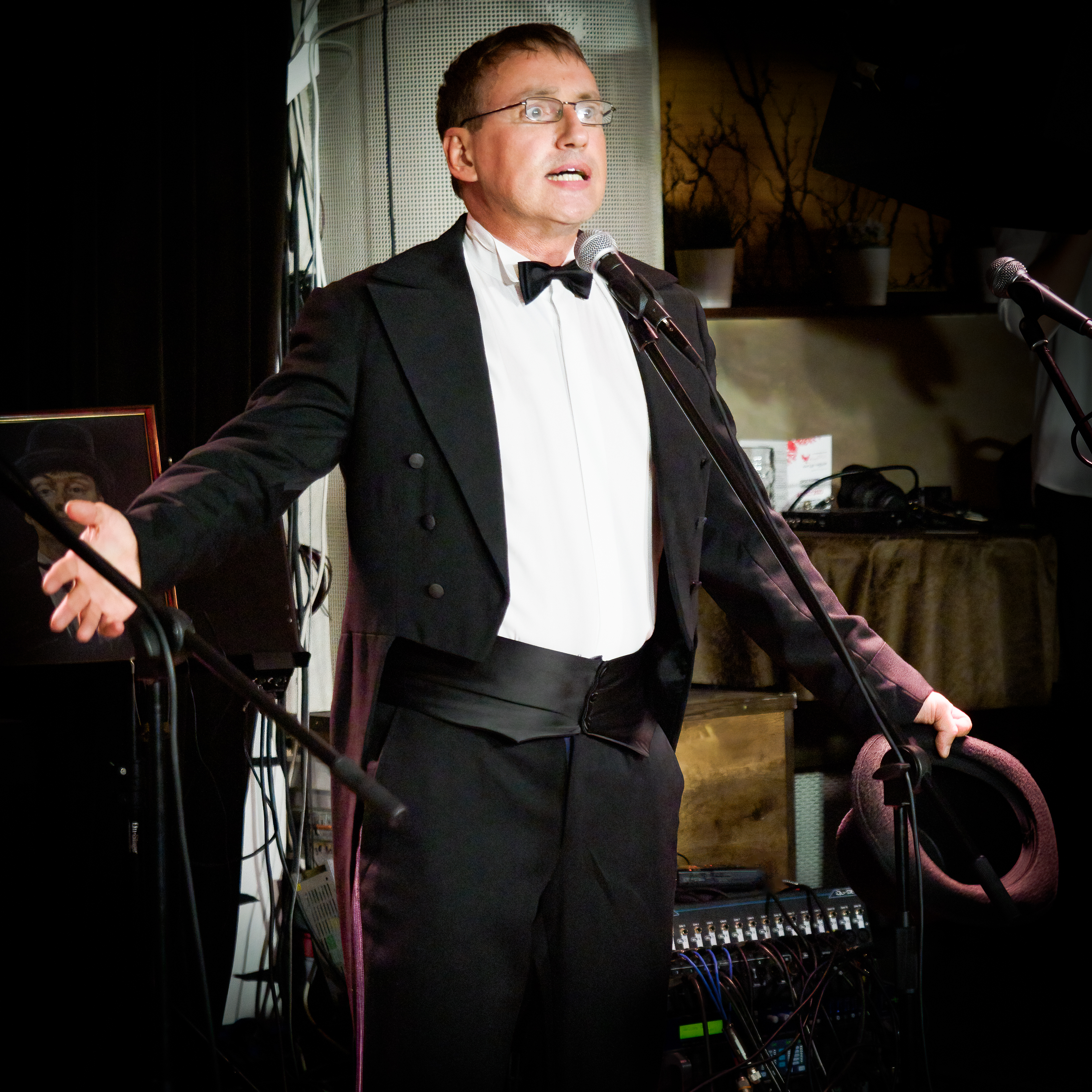
Роман Ланкин, сцена из спектакля «К чему сей фрак?» (Москва) «Гнездо глухаря» 16 августа 2023 года

Роман Ланкин сыграл роль Ивана Васильевича Ломова в музыкальном спектакле «К чему сей фрак?» по пьесе А. П. Чехова «Предложение» (режиссёр Марат Ким, музыка Сергея Никитина, либретто Дмитрия Сухарева). Премьера спектакля состоялась в Бард-Клубе «Гнездо Глухаря» (Москва) в 2018 году

## Дискография
- 2005 — «Мои друзья»[19]
- 2011 — «В стихах и музыке» (с Татьяной Лариной)[20]